# Tarnkappe.info
tarnkappe.info ist eine deutschsprachige Website zu den Themen Datenschutz, Urheberrecht und Internetpiraterie sowie Netzpolitik. Sie wird vom Journalisten und ehemaligen Chefredakteur von gulli.com, Lars Sobiraj, betrieben und ist seit Frühjahr 2014 online.

## Inhalte
Nebst Lars Sobiraj gehören weitere Personen zur Redaktion. Bis 2019 schrieb die ehemalige gulli.com-Redakteurin Annika Kremer für Tarnkappe.info. 2014 berichtete die Website über die Razzien bei den Betreibern der Video-on-Demand-Website kinox.to und über Schließung des Webportals boerse.bz.
Seit Oktober 2018 hat die Website eine eigene Telegram-Gruppe zum Informationsaustausch.
Zu den Interviewpartnern gehört unter anderem die Gründerin der Schattenbibliothek Sci-Hub, Alexandra Elbakyan.